# There Goes My Baby (versión de Donna Summer)
«There Goes My Baby» (español: Ahí va mi chico) es el primer sencillo del álbum Cats Without Claws de Donna Summer, lanzado bajo el sello Geffen en los Estados Unidos y Warner Bros. en Europa. La canción es una versión del exitoso sencillo del grupo The Drifters de 1959.
Durante este período Summer tenía contrato con el sello Geffen, el cual se negó a lanzar gran parte de sus trabajos (incluidos los álbumes I'm a Rainbow y She Works Hard for the Money, ambos lanzados por Mercury Records). Tras el éxito de su álbum anterior, Geffen contrató a su productor Michael Omartian para producir el nuevo trabajo de Summer. Irónicamente, Cats Without Claws no tuvo el mismo éxito que su antecesor, y pasarían otros tres años para que la artista volviera a lanzar un nuevo álbum, con resultados bastantes desalentadores para la discográfica.

## Vídeo musical
La canción fue acompañada por un vídeo promocional de alta calidad con Donna y su esposo Bruce Sudano interpretando a un matrimonio pasando por un mal en el estallido de la Segunda Guerra Mundial.

## Sencillos
- US 7" single (1984) Geffen 9 29291-7/7-29291/9 29291-7[1]

1. «There Goes My Baby» - 4:05
2. «Maybe It's Over» - 4:40

- UK 12" single (1984) Warner Bros. U 9438 T[2]

1. «There Goes My Baby» - 4:05
2. «Maybe It's Over» - 4:40
3. «Face the Music» (Summer, Sudano, Omartian) - 4:14

- ITA 12" single (1984) WEA Italiana SpA 25 9413-0[3]

1. «There Goes My Baby» - 4:05
2. «Maybe It's Over» - 4:40
3. «Face the Music» - 4:14

- EU 12" maxi (1984) Warner Bros. 259 413-0[4]

1. «There Goes My Baby» - 4:05
2. «Maybe It's Over» - 4:40
3. «Face the Music» - 4:14

- US 12" promo (1984) Geffen PRO-A-2180[5]

1. «There Goes My Baby» - 4:05
2. «There Goes My Baby» - 4:05

- BRA 7" single (1984) WEA Discos Ltda. 18.093[6]

1. «There Goes My Baby» - 4:05
2. «Maybe It's Over» - 4:40

- EU 7" single (1984) Warner Bros. 259 438-7[7]

1. «There Goes My Baby» - 4:05
2. «Maybe It's Over» - 4:40

- EU 7" single (1984) Warner Bros. 7-259438[8]

1. «There Goes My Baby» - 4:05
2. «Maybe It's Over» - 4:40

## Posicionamiento
| Lista/País (1984)            | Posición |
| ---------------------------- | -------- |
| ARIA Singles Chart           | 52       |
| Canadá                       | 22       |
| Dutch Top 40                 | 31       |
| UK Singles Chart             | 99       |
| Billboard Hot 100            | 21       |
| Billboard Adult Contemporary | 17       |
| Billboard Hot Soul Singles   | 20       |